# تاجر ونیزی (فیلم ۱۹۱۶)
تاجر ونیزی ((به انگلیسی: (The Merchant of Venice (1916 film)) یک فیلم صامت سیاه‌وسفید به کارگردانی والتر وست است که در سال ۱۹۶۳ منتشر شد.